# Biserica Sfântul Proroc Ilie din Podeni
Biserica Sfântul Proroc Ilie este un monument istoric aflat pe teritoriul satului Podeni; comuna Podeni.

## Istoric și trăsături
Biserica veche din satul Podeni a fost construită în anul 1859, pe timpul domnitorului Alexandru Ioan Cuza, având hramurile Sf.Proroc Ilie și Sf.Ioan Botezătorul. Ctitorii acestei biserici au fost Ion Vladica cu familia și Ilie Grama. Construcția bisericii a fost făcută și cu ajutorul bănesc al oamenilor din sat și muncă voluntară. Biserica este zidită din piatră cu nisip și var, iar pictura murală în frescă este opera pictorului Tudorache Marinescu. A fost sfințită la 21 octombrie 1860 de către episcopul Calinic al Râmnicului și protoiereul Dumitru Sechelar.
Biserica necesită reparații capitale.

## Vezi și
- Podeni, Mehedinți

## Legături externe
- Fișă de monument